# Nšan Ērzrowmyan
Nšan Xačatowri Ērzrowmyan (in armeno: Նշան Խաչատուրի Էրզրումյան, in russo Ншан Хачатурович Эрзрумян?, Nšan Chačaturovič Ėrzrumjan; Erevan, 17 dicembre 1979) è un ex calciatore armeno, di ruolo attaccante.

## Carriera

### Club
Durante la sua carriera ha giocato con varie squadre di club, tra cui l'Ararat.

### Nazionale
Conta 2 presenze con la nazionale armena.

## Statistiche

### Cronologia presenze e reti in nazionale
| Cronologia completa delle presenze e delle reti in nazionale ― Armenia | Cronologia completa delle presenze e delle reti in nazionale ― Armenia | Cronologia completa delle presenze e delle reti in nazionale ― Armenia | Cronologia completa delle presenze e delle reti in nazionale ― Armenia | Cronologia completa delle presenze e delle reti in nazionale ― Armenia | Cronologia completa delle presenze e delle reti in nazionale ― Armenia | Cronologia completa delle presenze e delle reti in nazionale ― Armenia | Cronologia completa delle presenze e delle reti in nazionale ― Armenia |
| Data                                                                   | Città                                                                  | In casa                                                                | Risultato                                                              | Ospiti                                                                 | Competizione                                                           | Reti                                                                   | Note                                                                   |
| ---------------------------------------------------------------------- | ---------------------------------------------------------------------- | ---------------------------------------------------------------------- | ---------------------------------------------------------------------- | ---------------------------------------------------------------------- | ---------------------------------------------------------------------- | ---------------------------------------------------------------------- | ---------------------------------------------------------------------- |
| 17-8-2005                                                              | Amman                                                                  | Giordania                                                              | 0 – 0                                                                  | Armenia                                                                | Amichevole                                                             | -                                                                      | 75’                                                                    |
| 11-10-2006                                                             | Belgrado                                                               | Serbia                                                                 | 3 – 0                                                                  | Armenia                                                                | Qual. Euro 2008                                                        | -                                                                      | 65’                                                                    |
| Totale                                                                 |                                                                        | Presenze                                                               | 2                                                                      |                                                                        | Reti                                                                   | 0                                                                      |                                                                        |

## Palmarès

### Club

#### Competizioni nazionali
- Coppa d'Armenia: 1

Ararat: 2008

### Individuale
- Capocannoniere del campionato armeno: 1

2005 (18 reti)